# Гусенцова, Ирина Прокопьевна
Ирина Прокопьевна Гусенцова (23 апреля 1923, село Можарка, Минусинский уезд, Енисейская губерния, РСФСР, СССР — 5 декабря 2018 года) — рабочая золотодобывающего Артёмовского рудника, Герой Социалистического Труда.

## Биография
Родилась в селе Можарка (ныне — Курагинский район, Красноярский край). В 1929 году вместе с семьёй отца переехала на Артёмовский рудник. Когда началась война, пошла работать в буровую разведку горного цеха шахты № 2 Артёмовского рудника. Вскоре стала сменным буровым мастером.
Всю войну и после неё работала в забое на буровом станке. В 1952 году перешла на компрессорные установки горного цеха и работала до 1983 года.
7 марта 1960 года ей было присвоено звание Героя Социалистического труда с вручением ордена Ленина и медали «Золотая звезда».
Проживала в городе Артёмовске Курагинского района Красноярского края.